# Conus boholensis
Conus boholensis é uma espécie de gastrópode do gênero Conus, pertencente à família Conidae.